# Bärbel Schmidt
Bärbel Schmidt (* 1959 in Oldenburg (Oldb)) ist eine deutsche Textilpädagogin und Professorin für Textiles Gestalten an der Universität Osnabrück.

## Lebenslauf
Bärbel Schmidt absolvierte ein Lehramtsstudium an der Carl von Ossietzky Universität Oldenburg, Fächer Textiles Gestalten, Anglistik und Kunst für die Sekundarstufe I. Im Anglistikstudium beschäftigte sie sich intensiv mit der Industriearchäologie. Während des Studiums war sie ein Jahr als „assistant teacher“ in Leicester (GB) tätig. Als Stipendiatin war sie in dem von den Universitäten Oldenburg, Oxford und Krakau initiierten Tempusprojekt „Civil Society and Social Change in Europe after Auschwitz“ tätig. Daraus ging ihre Promotion zum Thema „Die Geschichte und Symbolik der gestreiften KZ-Häftlingskleidung“ (Oldenburg 2000) hervor. Nach Tätigkeiten als Lehrerin und als wissenschaftliche Mitarbeiterin im Bereich Fachdidaktik an der Universität Dortmund sowie als Museumspädagogin im Rammelsberger Bergbaumuseum in Goslar ist sie seit 2006 Professorin für Textil- und Bekleidungswissenschaften und ihre Didaktik an der Universität Osnabrück.

## Forschungsschwerpunkte
Bärbel Schmidts Forschungsschwerpunkte liegen im Bereich Didaktik, Alltagskultur, Museologie, Stigmatisierung durch Bekleidung, besonders Gefangenenkleidung und der Spurensicherung als fachwissenschaftliche und -didaktische Methode. Im Rahmen von Kooperationen arbeitet sie u. a. zum immateriellen Weltkulturerbe Blaudruck und in einem Forschungsprojekt zur vestimentären Erinnerung mit dem Textile Research Centre Leiden.

## Publikationen
- Die Geschichte und Symbolik der gestreiften KZ-Häftlingskleidung (Textband, Abbildungsband, Katalog) Oldenburg 2000; Online: Dissertation (Memento vom 3. September 2004 im Internet Archive)